# 손 꼭 잡고, 지는 석양을 바라보자
《손 꼭 잡고, 지는 석양을 바라보자》는 2018년 3월 21일부터 2018년 5월 10일까지 MBC에서 방송된 수목 미니시리즈이다.

## 줄거리
한 부부가 죽음이라는 위기에 직면하면서 살아온 시간을 돌아보고, 또 잊고 살았던 것들을 하나씩 되짚어보며 서로에 대한 사랑과 가족의 소중함을 확인하게 된다는 내용을 그린 드라마.

## 등장 인물

### 주요 인물
- 한혜진 : 남현주 역 - 도영의 아내
- 윤상현 : 김도영 역 - 현주의 남편
- 유인영 : 신다혜 역 - 도영의 첫사랑
- 김태훈 : 장석준 역 - 의사

### 현주의 주변 인물
- 장용 : 남진태 역 - 현주 아버지
- 이나윤 : 김샛별 역 - 도영과 현주의 딸
- 이미도 : 윤홍숙 역 - 현주의 친구이자 대학 2년 선배

### 도영 건축소 직원들
- 한규원 : 배희준 역
- 김수경 : 양미영 역

### 그 외 인물
- 성령 : 은미 역 - 석준과 함께 일하는 간호사. 석준의 짝사랑 상대
- 공정환 : 박영근 역
- 허태희 : 최준 역
- 김수정
- 정종우
- 한여울
- 박성희
- 한승현
- 박정재
- 김수현
- 김규담
- 김예준 : 허성구 역
- 김광태
- 김수경
- 변건우
- 정영도
- 서희
- 박상용
- 오대환 : 라이언 킴 역
- 미혜
- 임재근
- 임수온
- 박한나
- 김도형
- 김도경

### 특별출연
- 장혜진
- 손성윤

## 촬영지
- 드디어 연남 - 김도영 회사
- 경북산림환경연구원
- 허브빌리지 - 커피팩토리, 파머스테이블
- 울프강 스테이크 하우스 청담
- 남산공원
- 용마랜드
- 도토리 브라더스
- 동작대교
- 경주식당
- 기지포해변
- 고수대교
- 양방산전망대
- 광교호수공원

## 시청률
최저 시청률과 최고 시청률은 시청률 조사회사와 지역별로 시청률에 차이가 있을 수 있습니다.
| 2018년 | 2018년   | 2018년         | 2018년       | 2018년         | 2018년       |
| 회차   | 방송일   | TNmS 시청률    | TNmS 시청률  | AGB 시청률     | AGB 시청률   |
| 회차   | 방송일   | 대한민국(전국) | 서울(수도권) | 대한민국(전국) | 서울(수도권) |
| ------ | -------- | -------------- | ------------ | -------------- | ------------ |
| 제1회  | 3월 21일 | 4.1%           | 4.2%         | 2.1%           | 2.3%         |
| 제2회  | 3월 21일 | 3.3%           | 3.5%         | 3.4%           | 3.6%         |
| 제3회  | 3월 22일 | 2.9%           | 3.2%         | 2.7%           | 3.0%         |
| 제4회  | 3월 22일 | 3.3%           | 3.5%         | 3.0%           | 3.2%         |
| 제5회  | 3월 28일 | 3.2%           | 3.4%         | 2.7%           | 2.9%         |
| 제6회  | 3월 28일 | 3.9%           | 4.1%         | 3.3%           | 3.5%         |
| 제7회  | 3월 29일 | 3.9%           | 4.2%         | 3.3%           | 3.6%         |
| 제8회  | 3월 29일 | 4.6%           | 4.8%         | 4.1%           | 4.3%         |
| 제9회  | 4월 4일  | 3.6%           | 3.9%         | 3.4%           | 3.7%         |
| 제10회 | 4월 4일  | 4.0%           | 4.2%         | 4.2%           | 4.4%         |
| 제11회 | 4월 5일  | 3.9%           | 4.1%         | 3.8%           | 4.0%         |
| 제12회 | 4월 5일  | 4.2%           | 4.4%         | 4.2%           | 4.5%         |
| 제13회 | 4월 11일 | 3.6%           | 3.8%         | 2.9%           | 3.1%         |
| 제14회 | 4월 11일 | 4.4%           | 4.6%         | 3.7%           | 3.9%         |
| 제15회 | 4월 12일 | 3.6%           | 3.9%         | 3.4%           | 3.7%         |
| 제16회 | 4월 12일 | 4.5%           | 4.8%         | 4.2%           | 4.4%         |
| 제17회 | 4월 18일 | 3.8%           | 4.1%         | 3.2%           | 3.5%         |
| 제18회 | 4월 18일 | 4.5%           | 4.7%         | 4.0%           | 4.2%         |
| 제19회 | 4월 19일 | 4.4%           | 4.6%         | 3.5%           | 3.7%         |
| 제20회 | 4월 19일 | 5.1%           | 5.4%         | 4.5%           | 4.8%         |
| 제21회 | 4월 25일 | 3.3%           | 3.5%         | 3.2%           | 3.4%         |
| 제22회 | 4월 25일 | 3.4%           | 3.7%         | 3.6%           | 3.9%         |
| 제23회 | 4월 26일 | 3.4%           | 3.8%         | 3.2%           | 3.6%         |
| 제24회 | 4월 26일 | 3.4%           | 3.9%         | 3.3%           | 3.7%         |
| 제25회 | 5월 2일  | 2.4%           | 2.6%         | 2.8%           | 3.0%         |
| 제26회 | 5월 2일  | 2.9%           | 3.1%         | 3.6%           | 3.8%         |
| 제27회 | 5월 3일  | 3.4%           | 3.7%         | 3.2%           | 3.5%         |
| 제28회 | 5월 3일  | 3.6%           | 3.8%         | 3.4%           | 3.6%         |
| 제29회 | 5월 9일  | 2.9%           | 3.1%         | 3.0%           | 3.2%         |
| 제30회 | 5월 9일  | 3.8%           | 3.9%         | 3.8%           | 4.0%         |
| 제31회 | 5월 10일 | 3.2%           | 3.3%         | 2.8%           | 2.9%         |
| 제32회 | 5월 10일 | 4.2%           | 4.5%         | 3.8%           | 4.1%         |

## 동시간대 드라마
KBS 수목 미니시리즈
- 《추리의 여왕 2》 (2018년 2월 28일 ~ 2018년 4월 19일)
- 《슈츠》 (2018년 4월 25일 ~ 2018년 6월 21일)

SBS 수목 미니시리즈
- 《리턴》 (2018년 1월 17일 ~ 2018년 3월 22일)
- 《스위치 - 세상을 바꿔라》 (2018년 3월 28일 ~ 2018년 5월 17일)

## 같이 보기
- 대한민국의 텔레비전 드라마 목록 (ㅅ)
- 2018년 대한민국의 텔레비전 드라마 목록